# Jostein Flo
Jostein Flo (Stryn, 3 de outubro de 1964) é um ex-futebolista profissional norueguês, que atuava como atacante.

## Carreira
Jogou de 1987 a 2002, quase que totalmente em clubes da Noruega, exceto por uma breve passagem no Lierse, da Bélgica, e por três temporados no Sheffield United, da Inglaterra. 

## Seleção
Pela Seleção Norueguesa, participou da Copa do Mundo de 1998 ao lado do irmão mais novo Tore André Flo e do primo de ambos, Håvard Flo, naquela que talvez tenha sido a família mais completa em uma Copa. Sem eles, já havia participado do mundial anterior.